# Lanny McDonald
Temple de la renommée : 1992
Lanny King McDonald (né le 16 février 1953 à Hanna en Alberta) est un joueur de hockey sur glace professionnel et membre du Temple de la renommée du hockey. En 2022, il reçoit l'Ordre du hockey au Canada par la fédération Hockey Canada pour l'ensemble de sa carrière de joueur mais aussi de directeur général de l'équipe national ,.

## Carrière de joueur
Après sa carrière junior chez les Tigers de Medicine Hat, McDonald est choisi en première ronde, 4e au total par les Maple Leafs de Toronto au cours du repêchage amateur de la LNH 1973 (il est en même temps choisi par les Crusaders de Cleveland de l'Association mondiale de hockey en première ronde, 10e au total, du repêchage amateur de l'AMH 1973). Sa carrière professionnelle commence dès 1973 et s'étendra jusqu'en 1989, où, avec les Flames de Calgary, il remporte la Coupe Stanley pour sa dernière saison.
Reconnu comme un avant robuste, il marque un but mémorable en prolongation (avec un poignet fracturé et le nez cassé) pour les Leafs pendant les séries de 1978 qui élimine les Islanders de New York des quarts-de-finale. Son échange aux Rockies au milieu de la saison suivante reste l'un des échanges les plus critiqués de l'ancien propriétaire Harold Ballard, qui voit aussi Darryl Sittler et Rick Vaive quitter les Leafs.
Lanny McDonald remporte lors de la saison 1982-1983 le trophée Bill-Masterton, remis au joueur ayant fait preuve d'une persévérance hors du commun, et le trophée King-Clancy en 1987-1988, pour son implication sociale dans sa région.
McDonald est aussi connu pour la saison 1982-1983, au cours de laquelle il reste pendant une période substantielle dans la course au titre des marqueurs avec Wayne Gretzky. Il compte 66 buts cette saison, fait inhabituel car il est rare qu'un joueur obtienne plus de buts que de passes, et aussi parce que c'est le plus grand nombre de buts jamais marqué en une saison par un joueur qui n'atteint pas le plateau des 100 points (il s'arrête à 98). Héros local à Calgary où il amene la Coupe Stanley, il est très largement reconnu pour sa célèbre « moustache de morse » qui fut souvent caricaturée, notamment par Dave Elston du Calgary Sun.

## Statistiques
Pour les significations des abréviations, voir Statistiques du hockey sur glace.
| Saison     | Équipe                 | Ligue        |       | Saison régulière | Saison régulière | Saison régulière | Saison régulière | Saison régulière |    | Séries éliminatoires | Séries éliminatoires | Séries éliminatoires | Séries éliminatoires | Séries éliminatoires |
| Saison     | Équipe                 | Ligue        | PJ    | B                | A                | Pts              | Pun              | PJ               | B  | A                    | Pts                  | Pun                  |                      |                      |
| 1970-1971  | Calgary Centennials    | WCHL[Quoi ?] | 6     | 0                | 2                | 2                | 6                | -                | -  | -                    | -                    | -                    |                      |                      |
| 1971-1972  | Tigers de Medicine Hat | WCHL         | 68    | 50               | 64               | 114              | 54               | -                | -  | -                    | -                    | -                    |                      |                      |
| 1972-1973  | Tigers de Medicine Hat | WCHL         | 68    | 62               | 77               | 139              | 84               | -                | -  | -                    | -                    | -                    |                      |                      |
| 1973-1974  | Maple Leafs de Toronto | LNH          | 70    | 14               | 16               | 30               | 43               | -                | -  | -                    | -                    | -                    |                      |                      |
| 1974-1975  | Maple Leafs de Toronto | LNH          | 64    | 17               | 27               | 44               | 86               | 7                | 0  | 0                    | 0                    | 2                    |                      |                      |
| 1975-1976  | Maple Leafs de Toronto | LNH          | 75    | 37               | 56               | 93               | 70               | 10               | 4  | 4                    | 8                    | 4                    |                      |                      |
| 1976-1977  | Maple Leafs de Toronto | LNH          | 80    | 46               | 44               | 90               | 77               | 9                | 10 | 7                    | 17                   | 6                    |                      |                      |
| 1977-1978  | Maple Leafs de Toronto | LNH          | 74    | 47               | 40               | 87               | 54               | 13               | 3  | 4                    | 7                    | 10                   |                      |                      |
| 1978-1979  | Maple Leafs de Toronto | LNH          | 79    | 43               | 42               | 85               | 32               | 6                | 3  | 2                    | 5                    | 0                    |                      |                      |
| 1979-1980  | Maple Leafs de Toronto | LNH          | 35    | 15               | 15               | 30               | 10               | -                | -  | -                    | -                    | -                    |                      |                      |
| 1979-1980  | Rockies du Colorado    | LNH          | 46    | 25               | 20               | 45               | 43               | -                | -  | -                    | -                    | -                    |                      |                      |
| 1980-1981  | Rockies du Colorado    | LNH          | 80    | 35               | 46               | 81               | 56               | -                | -  | -                    | -                    | -                    |                      |                      |
| 1981-1982  | Rockies du Colorado    | LNH          | 16    | 6                | 9                | 15               | 20               | -                | -  | -                    | -                    | -                    |                      |                      |
| 1981-1982  | Flames de Calgary      | LNH          | 55    | 34               | 33               | 67               | 37               | 3                | 0  | 1                    | 1                    | 6                    |                      |                      |
| 1982-1983  | Flames de Calgary      | LNH          | 80    | 66               | 32               | 98               | 90               | 7                | 3  | 4                    | 7                    | 19                   |                      |                      |
| 1983-1984  | Flames de Calgary      | LNH          | 65    | 33               | 33               | 66               | 64               | 11               | 6  | 7                    | 13                   | 6                    |                      |                      |
| 1984-1985  | Flames de Calgary      | LNH          | 43    | 19               | 18               | 37               | 36               | 1                | 0  | 0                    | 0                    | 0                    |                      |                      |
| 1985-1986  | Flames de Calgary      | LNH          | 80    | 28               | 43               | 71               | 44               | 22               | 11 | 7                    | 18                   | 30                   |                      |                      |
| 1986-1987  | Flames de Calgary      | LNH          | 58    | 14               | 12               | 26               | 54               | 5                | 0  | 0                    | 0                    | 2                    |                      |                      |
| 1987-1988  | Flames de Calgary      | LNH          | 60    | 10               | 13               | 23               | 57               | 9                | 3  | 1                    | 4                    | 6                    |                      |                      |
| 1988-1989  | Flames de Calgary      | LNH          | 51    | 11               | 7                | 18               | 26               | 14               | 1  | 3                    | 4                    | 29                   |                      |                      |
| Totaux LNH | Totaux LNH             | Totaux LNH   | 1 111 | 500              | 506              | 1 006            | 899              | 117              | 44 | 40                   | 84                   | 120                  |                      |                      |